# ВЕС Лінкс
ВЕС Лінкс (англ. Lincs Wind Farm) — британська офшорна вітроелектростанція в Північному морі біля узбережжя Англії.
Місце для розміщення ВЕС обрали за 8 км від Скгнесс (Лінкольншир), дещо далі в море від станції Лінн/Іннер-Даусінг, спорудженої тією ж компанією Centrica (кілька турбін зі складу Лінкс навіть розмістили на ліцензійних ділянках цих ВЕС). Тут у 2012 році спеціалізоване судно MPI Resolution провело встановлення фундаментів майбутніх вітроагрегатів. Допоміжні бурові роботи при цьому виконувала самопідіймальна установка JB-114. Після успішного виконання фундаментних робіт MPI Resolution законтрактували для монтажу власне вітрових агрегатів, який завершився у червні 2013-го.
Встановлення офшорної трансформаторної станції здійснив плавучий кран Rambiz. Для видачі продукції від неї до наземної підстанції у Волпол (Норфолк) проклали два головні експортні кабелі, що працюють під напругою 132 кВ. Офшорна частина траси має довжину біля 40 км, причому останні 8 км проходять через мілководний район, для подолання якого знадобилась спеціальна підготовка кабелеукладальної баржі Nautilus Maxi. Також особливістю проекту стали будівельні роботи при проходженні експортними кабелями прибережної зони. Тут знаходяться протинагонна дамба та прибережний солончак, який підлягає особливому захисту з екологічних міркувань. Під ними проклали дві труби для пропуску кабелів довжиною по 1 км, використавши, зокрема, техніку направленого буріння.
Станція займає площу 35 км2 в районі з глибинами моря від 10 до 15 метрів. На баштах висотою 100 метрів змонтували 75 вітрових турбін Siemens SWT-3.6-120 одиничною потужністю 3,6 МВт та діаметром ротора 120 метрів.
Вартість проекту склала 725 млн фунтів стерлінгів.
Станом на 2017 рік власниками станції були британська компанія Green Investment Bank (75 %) та данська  DONG.